# Charley Grapewin
Charles Ellsworth Grapewin, conosciuto come Charley Grapewin (Xenia, 20 dicembre 1869 – Corona, 2 febbraio 1956), è stato un attore statunitense.

## Biografia
Ha iniziato come acrobata circense prima di dedicarsi alla recitazione. È conosciuto per aver interpretato nel 1939 lo zio Henry nel film Il mago di Oz.
Nel 1889 ha sposato Ella Wilson da cui ha divorziato nel 1895, anno in cui si risposò con l'attrice Anna Chance; i due rimasero insieme fino alla morte di lei sopraggiunta nel 1943. Nel 1945 si è risposato con Loretta McGowan Becker ma i due divorziarono cinque anni dopo.
Morì nel 1956 a 86 anni nella sua casa a Corona in California. La via in cui morì è stata chiamata in suo omaggio Grapewin Street.

## Filmografia parziale
- Only Saps Work, regia di Cyril Gardner, Edwin H. Koopf (1930)
- The Millionaire, regia di John G. Adolfi (1931)
- Cuore d'amanti (Lady and Gent), regia di Stephen Roberts (1932)
- Nessun uomo le appartiene (No Man of Her Own), regia di Wesley Ruggles (1932)
- Il bacio davanti allo specchio (The Kiss Gefore the Mirror), regia di James Whale (1933)
- Pellegrinaggio (Pilgrinage), regia di John Ford (1933)
- The President Vanishes, regia di William A. Wellman (1934)
- Il giudice (Judge Priest), regia di John Ford (1934)
- La figlia di nessuno (Anne of Green Gables), regia di George Nichols Jr. (1934)
- Primo amore (Alice Adams), regia di George Stevens (1935)
- La provinciale (Small Town Girl), regia di William A. Wellman (1936)
- La donna del giorno (Libeled Lady), regia di Jack Conway (1936)
- La foresta pietrificata (The Petrified Forest), regia di Archie Mayo (1936)
- La buona terra (The Good Earth), regia di Sidney Franklin (1937)
- Un affare di famiglia (A Family Affair), regia di George B. Seitz (1937)
- Capitani coraggiosi (Captains Courageous), regia di Victor Fleming (1937)
- Follie di Broadway 1938 (Broadway Melody of 1938), regia di Roy Del Ruth (1937)
- La grande città (Big City), regia di Frank Borzage (1937)
- Il grande segreto (The Bad Man of Brimstone), regia di J. Walter Ruben (1937)
- La città dell'oro (The Girl of the Golden West), regia di Robert Z. Leonard (1938)
- Tre camerati (Three Comrades), regia di Frank Borzage (1938)
- Sfida a Baltimora (Stand Up and Fight), regia di W. S. Van Dyke (1939)
- Il mago di Oz (The Wizard of Oz), regia di Victor Fleming (1939)
- Il prigioniero (Johnny Apollo), regia di Henry Hathaway (1940)
- Furore (The Grapes of Wrath), regia di John Ford (1940)
- La via del tabacco (Tobacco Road), regia di John Ford (1941)
- La storia del generale Custer (They Died with Their Boots On), regia di Raoul Walsh (1941)
- La nave della morte (Follow the Boys), regia di A. Edward Sutherland (1944)
- Anni impazienti (The Impatient Years), regia di Irving Cummings (1944)
- I bandoleros (Gunfighters), regia di George Waggner (1947)
- Sabbia (Sand), regia di Louis King (1949)
- Quando sarò grande (When I Grow Up), regia di Michael Kanin (1951)

## Doppiatori italiani
- Lauro Gazzolo in Furore, La via del tabacco
- Olinto Cristina in La storia del generale Custer
- Mario Corte in Capitani coraggiosi (ridoppiaggio)
- Bruno Persa in La buona terra (ridoppiaggio)[1]
- Arturo Dominici in Primo amore (ridoppiaggio)[2]
- Vittorio Battarra in La foresta pietrificata (ridoppiaggio)[3]
- Manlio Guardabassi in Il mago di Oz (1° ridoppiaggio)
- Gianni Mantesi in Il mago di Oz (2° ridoppiaggio)